# Челканці
Челка́нці — народ, що живе на Алтаї. У 2000 році віднесений до корінних нечисельних народів Російської Федерації (Ухвала Уряду Російської Федерації № 255 від 24 березня 2000 р.). За даними перепису населення 2002 року чисельність челканців в Російській Федерації склала 855 осіб, з них в Республіці Алтай — 830 осіб. В той же час, за даними уряду Республіки Алтай, в 1997 році в Турочацькому районі республіки налічувалося 1689 челканців.
1. ↑  Всеросійський перепис населення (2020—2021)